# واتارو هوکویاما
واتارو هوکویاما (انگلیسی: Wataru Hokoyama؛ زادهٔ ۲۴ اوت ۱۹۷۴) موسیقی‌دان اهل ژاپن است. وی از سال ۲۰۰۰ میلادی تاکنون مشغول فعالیت بوده‌است.